# Рурик Анастасія Іванівна
Анастасія Іванівна Рурик (11 листопада 1897, с. Косів, нині Україна — 30 жовтня 1970, Канада) — український педагог, громадська діячка.

## Життєпис
Анастасія Іванівна Рурик народилася 11 листопада 1897 року в селі Косів, нині Чортківський район Тернопільська область Україна.
Родом з Косова (Галичина). Діячка Централі Союзу Українок Канади, довголітня секретарка, а в період 1941—1942 років — голова.